# Serica semicribrosa
Serica semicribrosa är en skalbaggsart som beskrevs av Leon Fairmaire 1886. Serica semicribrosa ingår i släktet Serica och familjen Melolonthidae.
Artens utbredningsområde är Madagaskar. Inga underarter finns listade i Catalogue of Life.